# Disuguaglianza di Sobolev
In matematica, in particolare nel campo dell'analisi matematica, una disuguaglianza di Sobolev rientra in una classe di disuguaglianze, il cui nome si deve a Sobolev, riguardanti le norme definite negli spazi di Sobolev. Esse sono utilizzate per dimostrare il teorema di immersione di Sobolev (sulle inclusioni tra alcuni spazi di Sobolev) ed il teorema di Rellich-Kondrakov (secondo cui, sotto condizioni leggermente più forti, alcuni spazi di Sobolev sono contenuti con compattezza in altri).

## Il teorema di immersione di Sobolev
Si denoti con {\displaystyle W^{k,p}} lo spazio di Sobolev di una varietà riemanniana compatta di dimensione n, spazio che, detto in breve, è costituito da funzioni le cui prime k derivate sono in {\displaystyle L^{p}}. In questo contesto k può essere un qualsiasi numero intero non negativo e {\displaystyle 1\leq p\leq \infty }. (Per {\displaystyle p=\infty } lo spazio di Sobolev è definito come lo spazio di Hölder {\displaystyle C^{m,\alpha }} dove {\displaystyle k=m+\alpha } e , {\displaystyle 0<\alpha \leq 1} e m è un numero intero.) Il teorema di immersione di Sobolev afferma che se  
{\displaystyle k\geq 1} e:
{\displaystyle k-{\frac {n}{p}}\geq l-{\frac {n}{q}}}
allora:
{\displaystyle W^{k,p}\subseteq W^{l,q}}
e questa inclusione è continua. Inoltre se {\displaystyle k\geq 1} e {\displaystyle k-n/p\geq l-n/q} allora l'inclusione è completamente continua. Questa proprietà a volte prende il nome di teorema di Kondrakov. Le funzioni in {\displaystyle W^{l,\infty }} hanno tutte le derivate di ordine inferiore a l continue, e questa condizione implica che negli spazi di Sobolev varie derivate siano continue. In maniera informale queste inclusioni dicono che convertire una stima in {\displaystyle L^{p}} in una stima sulla limitatezza costa 1/p derivate per ogni dimensione. 
Ci sono altre varianti del teorema di immersione per varietà non compatte, come {\displaystyle \mathbb {R} ^{n}}.

## Disuguaglianza di Gagliardo-Nirenberg-Perugini-Sobolev
Sia {\displaystyle u(x)} una funzione continua e differenziabile a supporto compatto da {\displaystyle \mathbb {R} ^{n}} a {\displaystyle \mathbb {R} }. Allora per {\displaystyle 1\leq p<n} esiste una costante {\displaystyle C_{n}(p)} tale che:
{\displaystyle \|u\|_{L^{p^{*}}(\mathbb {R} ^{n})}\leq C_{n}(p)\|Du\|_{L^{p}(\mathbb {R} ^{n})}}
dove:
{\displaystyle p^{*}={\frac {pn}{n-p}}>p}
è il numero chiamato coniugato di Sobolev di p.

### Costanti ottimali
Nella disuguaglianza di Gagliardo-Nirenberg-Sobolev può essere interessante conoscere i valori delle costanti ottimali, cioè le costanti più piccole che verificano la disuguaglianza, e riuscire a trovare delle funzioni che verificano l'uguaglianza. Sia {\displaystyle 1<p<n}, allora vale:
{\displaystyle \|u\|_{L^{p^{*}}}\leqslant C_{n}(p)\|Du\|_{L^{p}}}
con:
{\displaystyle C_{n}(p)=\pi ^{-{\frac {1}{2}}}n^{-{\frac {1}{p}}}\left({\frac {p-1}{n-p}}\right)^{1-{\frac {1}{p}}}\left({\frac {\Gamma \left(1+{\frac {n}{2}}\right)\Gamma (m)}{\Gamma \left({\frac {n}{p}}\right)\Gamma \left(1+n-{\frac {n}{p}}\right)}}\right)^{\frac {1}{n}}}
Inoltre vale l'uguaglianza se {\displaystyle u} è della forma:
{\displaystyle u(x)=\left(a+b|x|^{\frac {p}{p-1}}\right)^{1-{\frac {n}{p}}}}
con opportuni {\displaystyle a,b} positivi.
Nel teorema compare la funzione gamma. Le funzioni che realizzano l'uguaglianza sono a simmetria radiale, in accordo con la disuguaglianza di Pólya-Szegő. Infatti, se si vuole cercare di diminuire la norma del gradiente di una funzione, si può considerare il suo riordinamento radiale.
Il caso {\displaystyle p=1} invece è un po' differente. In questo caso {\displaystyle 1^{*}={\frac {n}{n-1}}.}
Si vede che in generale si può trovare la costante ottimale per l'immersione di {\displaystyle W^{1,1}} in {\displaystyle L^{\frac {n}{n-1}}}.
Vale infatti il seguente teorema. Sia {\displaystyle u\in W^{1,1}}, allora:
{\displaystyle \|u\|_{L^{1^{*}}}\leqslant n^{-1}\omega _{n}^{-1}\|Du\|_{L^{1}}}
Inoltre non esistono funzioni in {\displaystyle W^{1,1}} che realizzano l'uguaglianza. Si osserva che la costante che compare nel teorema è proprio la stessa che compare nella disuguaglianza isoperimetrica.

## Lemma di Hardy-Littlewood-Sobolev
La dimostrazione originale di Sobolev del teorema di immersione si affidava al lemma di Hardy-Littlewood-Sobolev, un risultato talvolta detto teorema di integrazione (frazionaria) di Hardy-Littlewood-Sobolev. Esiste anche un enunciato equivalente noto come lemma di Sobolev. Sia {\displaystyle 0<\alpha <n} e {\displaystyle 1<p<q<\infty }. Detto {\displaystyle I_{\alpha }\equiv -\Delta ^{-\alpha /2}} il potenziale di Riesz su {\displaystyle \mathbb {R} ^{n}}, allora per q definito da:
{\displaystyle q={\frac {pn}{n-\alpha p}}}
esiste una costante {\displaystyle C} dipendente solo da p tale che:
{\displaystyle \left\|I_{\alpha }f\right\|_{q}\leq C\|f\|_{p}}

## Disuguaglianza di Nash
Introdotta da John Nash nel 1958, la disuguaglianza stabilisce l'esistenza di una costante {\displaystyle C>0} tale che per ogni {\displaystyle u\in L^{1}(\mathbb {R} ^{n})\cap W^{1,2}(\mathbb {R} ^{n})} si verifica:
{\displaystyle \|u\|_{L^{2}(\mathbb {R} ^{n})}^{1+2/n}\leq C\|u\|_{L^{1}(\mathbb {R} ^{n})}^{2/n}\|Du\|_{L^{2}(\mathbb {R} ^{n})}}
Si tratta di una relazione che segue dalle proprietà della trasformata di Fourier. Integrando sul complemento della sfera di raggio {\displaystyle \rho }, dal teorema di Parseval segue:
{\displaystyle \int _{|x|\geq \rho }\left|{\hat {u}}(x)\right|^{2}\,dx\leq \int _{|x|\geq \rho }{\frac {x^{2}}{\rho ^{2}}}\left|{\hat {u}}(x)\right|^{2}\,dx\leq \rho ^{-2}\int _{\mathbb {R} ^{n}}|Du|^{2}\,dx}
D'altra parte, si ha:
{\displaystyle |{\hat {u}}|\leq \|u\|_{L^{1}}}
che integrando sulla sfera di raggio {\displaystyle \rho } fornisce:
{\displaystyle \int _{|x|\leq \rho }|{\hat {u}}(x)|^{2}\,dx\leq \rho ^{n}\omega _{n}\|u\|_{L^{1}}^{2}}
dove {\displaystyle \omega _{n}} è il volume della n-sfera. Se si sceglie {\displaystyle \rho } in modo da minimizzare la somma dei due precedenti integrali e utilizzando nuovamente il teorema di Parseval:
{\displaystyle \|{\hat {u}}\|_{L^{2}}=\|u\|_{L^{2}}}
si ottiene la disuguaglianza.

## Disuguaglianza di Morrey
Sia {\displaystyle n<p\leq \infty }. Allora esiste una costante {\displaystyle C}, che dipende solo da p e n, tale che:
{\displaystyle \|u\|_{C^{0,\gamma }(\mathbb {R} ^{n})}\leq C\|u\|_{W^{1,p}(\mathbb {R} ^{n})}}
per ogni {\displaystyle u\in C^{1}(\mathbb {R} ^{n})}, dove:
{\displaystyle \gamma :=1-n/p}
In altre parole, se {\displaystyle u\in W^{1,p}(\mathbb {R} ^{n})} allora {\displaystyle u} è continua secondo Hölder (con esponente {\displaystyle \gamma }), dopo essere stata eventualmente ridefinita su un insieme di misura nulla.
Un risultato analogo vale in un dominio limitato {\displaystyle U} con bordo {\displaystyle C^{1}}; in questo caso vale:
{\displaystyle \|u\|_{C^{0,\gamma }(U)}\leq C\|u\|_{W^{1,p}(U)}}
dove la costante {\displaystyle C} dipende da n, p e {\displaystyle U}. Questa versione della disuguaglianza segue dalla precedente attraverso un'estensione (che conserva la norma) di {\displaystyle u} da {\displaystyle W^{1,p}(U)} a {\displaystyle W^{1,p}(\mathbb {R} ^{n})}.

## Disuguaglianze generali di Sobolev
Sia {\displaystyle U} un sottoinsieme limitato e aperto di {\displaystyle \mathbb {R} ^{n}}, con un contorno di classe {\displaystyle C^{1}}. Si ipotizzi che {\displaystyle u\in W^{k,p}(U)}.
- Se {\displaystyle k<n/p} allora {\displaystyle u\in L^{q}(U)}, dove:

{\displaystyle {\frac {1}{q}}={\frac {1}{p}}-{\frac {k}{n}}}
Si ha inoltre la stima:
{\displaystyle \|u\|_{L^{q}(U)}\leq C\|u\|_{W^{k,p}(U)}}
dove la costante {\displaystyle C} dipende solo da k, p, n e {\displaystyle U}.
- Se {\displaystyle k>n/p} allora {\displaystyle u} appartiene allo spazio di Holder {\displaystyle C^{k-[n/p]-1,\gamma }(U)}, dove:

{\displaystyle \gamma =\left[{\frac {n}{p}}\right]+1-{\frac {n}{p}}}
se {\displaystyle n/p} non è un intero, oppure {\displaystyle \gamma } è un qualsiasi numero positivo minore di 1, se {\displaystyle n/p} è un intero.
Si ha inoltre la stima:
{\displaystyle \|u\|_{C^{k-[n/p]-1,\gamma }(U)}\leq C\|u\|_{W^{k,p}(U)}}
dove la costante {\displaystyle C} dipende solo da k, p, n, {\displaystyle \gamma } e {\displaystyle U}.

## Casop=n{\displaystyle p=n}
Se {\displaystyle u\in W^{1,n}(\mathbb {R} ^{n})\cap L_{loc}^{1}(\mathbb {R} ^{n})}, allora {\displaystyle u} è una funzione con oscillazione media limitata e:
{\displaystyle \|u\|_{BMO}<C\|Du\|_{L^{n}(\mathbb {R} ^{n})}}
per qualche costante {\displaystyle C} che dipende solo da n. Questa stima è un corollario della disuguaglianza di Poincaré.